# کایجی کاواگوچی
کایجی کاواگوچی (انگلیسی: Kaiji Kawaguchi؛ زادهٔ ۲۷ ژوئیهٔ ۱۹۴۸) مانگاکا اهل ژاپن است.